# Гранвилл (озеро)
Гранвилл (англ. Granville Lake) — озеро в провинции Манитоба в Канаде. Расположено в северной части провинции, между озёрами Хайрок и Саутерн-Индиан-Лейк. Одно из больших озёр Канады — площадь водной поверхности 429 км², общая площадь — 490 км², одиннадцатое по величине озеро в провинции Манитоба. Высота над уровнем моря 258 метров. Через озеро течёт река Черчилл, впадающая в Гудзонов залив.